# 道信
道信（どうしん）は、中国禅宗の四祖。諡は大醫禅師。蘄州黄梅県を中心として布教に励み、弟子の五祖弘忍と共に「東山法門」と呼ばれる一大勢力を築き、後の禅宗の母胎を形成する。
俗姓は司馬、『景徳伝灯録』など後世の資料では河内郡温県（河南省焦作市温県）の本貫（河内司馬氏）とされる。『続高僧伝』では出身地は不詳。

## 略歴
蘄州永寧県（湖北省黄岡市武穴市）に生まれる。
7歳で出家、仏門に入り沙弥十戒を授戒、沙弥（しゃみ、シュラーマネーラ）となる。その後、開皇12年（592年）、（数え年で）14歳の時に舒州皖公山（安徽省安慶市潜山市）に僧璨を訪ねる。一対一で九年間修禅した。
第二祖慧可は、開皇13年まで生きていたことから、慧可の入滅とほとんど 入れ替わるように師弟関係が始まり、マンツーマンの教導がなされたことがわかる。
その後、吉州の寺に身を置き受戒、時機成熟し以後、僧璨は道信に衣法（伝法の信を表す袈裟を与える事。禅では、師匠が弟子に対し、法を伝えた証に衣を授ける。伝衣は同時に伝法でもあることを意味する）。
その時読んだ、偈は次の如きものであったことを今に伝える。「花の種、これ田地 田畑にて 瑞々しい若花を大地より生ずる。もし、種を蒔く者がいなければ、花々に満ちていた大地は（これから）生じることもなく尽きてしまう（仏法もまた同じで、いまこそ 法をひろめなけえばならない）。」
その後、布教のため南嶽衡山へ行こうとしたが、道中で道俗に止められ、江州廬山の大林寺に入った。
武徳7年（624年）、蘄州黄梅県の双峰山に入り、その後30年間、衆徒を訓導し、永徽2年（651年）に72歳で没したとされる。

## 著作
- 『入道安心要方便法門』（『楞伽師資記』による）

## 伝記
- 『続高僧伝』卷21「唐蘄州双峰山釈道信伝」“又有二僧 莫知何来 入舒州皖公山静修禅業 聞而往赴 便蒙受法”
- 『続高僧伝』巻26「蘄州双峰寺釈道信伝」
- 『景徳伝灯録』巻4「第三十一祖道信大師」